# Штулн
Штулн (њем. Stulln) општина је у њемачкој савезној држави Баварска. Једно је од 33 општинска средишта округа Швандорф. Према процјени из 2010. у општини је живјело 1.686 становника. Посједује регионалну шифру (AGS) 9376169.

## Географски и демографски подаци
Штулн се налази у савезној држави Баварска у округу Швандорф. Општина се налази на надморској висини од 377 метара. Површина општине износи 15,5 km². У самом мјесту је, према процјени из 2010. године, живјело 1.686 становника. Просјечна густина становништва износи 109 становника/km².